# Proffimamente non stop
Proffimamente non stop è stato un programma televisivo italiano, andato in onda dall'8 gennaio al 4 marzo 1987 per otto puntate su Raiuno.
Il programma era ideato da Bruno Voglino mentre la regia era affidata a Enzo Trapani, il quale era stato anche il regista del precedente spettacolo Non stop del quale questo è il diretto successore.
La sigla era il brano Queen of the night/Satisfaction, cantato dal duo norvegese delle Dollie de Luxe.
Al programma parteciparono cabarettisti come Enzo Iacchetti, Piero Chiambretti, Antonio Petrocelli, Caterina Sylos Labini, il duo Malandrino e Veronica e segnò il debutto di molti giovani attori provenienti dal teatro, come Sabina Guzzanti e Maria Amelia Monti, che affiancavano Simona Marchini nella conduzione. Lo spettacolo non ebbe buoni riscontri di ascolto e venne chiuso anticipatamente.
Nel 2023 è stato creato un ulteriore programma, erede dei due Non stop precedenti, dal titolo Non stop... Now, messo in onda nel giugno 2023 su Rai 2.